# Supercoppa russa (pallavolo femminile)
La Supercoppa russa è una competizione pallavolistica per squadre di club russe femminili, organizzata con cadenza annuale dalla VFV.

## Edizioni
| Edizione      | Edizione          | Podio                 | Podio         | Podio                 |               |
| Anno          | Sede della finale | Campione              | Risultato     | Finalista             |               |
| ------------- | ----------------- | --------------------- | ------------- | --------------------- | ------------- |
| 2017 Dettagli | Mosca             | Dinamo Mosca          | 3 - 1         | Dinamo-Kazan          |               |
| 2018 Dettagli | Mosca             | Dinamo Mosca          | 3 - 1         | Dinamo-Kazan          |               |
| 2019 Dettagli | Mosca             | Lokomotiv Kaliningrad | 3 - 0         | Dinamo Mosca          |               |
| 2020 Dettagli | Kazan'            | Dinamo-Ak Bars        | 3 - 0         | Lokomotiv Kaliningrad |               |
| 2021          | -                 | Non disputata         | Non disputata | Non disputata         | Non disputata |
| 2022 Dettagli | Kaliningrad       | Dinamo-Ak Bars        | 3 - 0         | Lokomotiv Kaliningrad |               |
| 2023 Dettagli | Mosca             | Dinamo Mosca          | 3 - 0         | Lokomotiv Kaliningrad |               |
| 2024 Dettagli | Kazan'            | Dinamo-Ak Bars        | 3 - 0         | Dinamo Mosca          |               |

## Palmarès
| Squadra               | Titolo | Edizione         |
| --------------------- | ------ | ---------------- |
| Dinamo Mosca          | 3      | 2017, 2018, 2023 |
| Dinamo-Ak Bars        | 3      | 2020, 2022, 2024 |
| Lokomotiv Kaliningrad | 1      | 2019             |